# Some Girls
| 평가 점수                     | 평가 점수 |
| 출처                          | 점수      |
| ----------------------------- | --------- |
| AllMusic                      | [ 2 ]     |
| The A.V. Club                 | A         |
| Blender                       | [ 4 ]     |
| Christgau's Record Guide      | A         |
| The Great Rock Discography    | 7/10      |
| MusicHound Rock               | 4/5       |
| NME                           | 9/10      |
| Record Collector              | [ 8 ]     |
| The Rolling Stone Album Guide | [ 9 ]     |
| Uncut                         | [ 10 ]    |

《Some Girls》는 롤링 스톤스 레코드에 1978년 6월 9일에 발매된 롤링 스톤스의 열네 번째 영국의 스튜디오 음반이자 열여섯 번째 미국의 스튜디오 음반이다.
이 음반은 기타리스트 로니 우드를 정규 멤버로 내세운 첫 음반으로 창립 멤버 믹 재거 (보컬), 키스 리처즈 (기타), 빌 와이먼 (베이스), 찰리 와츠 (드럼) 등이 참여했다. 우드는 두 장의 음반, 1974년 《It's Only Rock 'n Roll》, 1975년 《Black and Blue》에 앞서 롤링 스톤스의 일부 곡에 기여했으며, 1976년 밴드에 풀타임으로 합류했다. 몇 년 만에 처음으로 안정된 라인업을 갖춘 이 음반은 이전의 많은 음반들과 달리 소수의 게스트 뮤지션들이 참석한 것과는 달리 롤링 스톤스의 기본 음반으로 돌아왔다. 그러나 한 가지 주목할 만한 기여는 〈Miss You〉의 블루스 하모니카 연주자 슈가 블루에서 나온다.
이전 음반에 대한 비교적 비판적인 실망감에서 벗어나, 《Some Girls》는 빌보드 200 음반 차트에서 1위에 올랐고, 2000년, 현재 6백만장이 팔린 것으로 미국 음반 산업 협회에 의해 증명된, 미국에서 이 밴드의 최고 판매 음반이 되었다. 이 음반은 중요한 성공을 거두었고, 올해의 앨범상 부문에서 그래미 어워드 후보에 오른 유일한 롤링 스톤스 음반이 되었다. 많은 평론가들은 이 음반이 1972년 《Exile on Main St.》 이래 최고의 음반이자 형태로 복귀하는 것이라고 말했다.

## 배경
1976년까지 롤링 스톤스의 인기는 디스코와 에어로스미스, 키스와 같은 새로운 밴드들에 의해 지배되면서 쇠퇴했다. 영국에서 펑크 록 운동은 떠오르는 힘이었고 1960년대와 관련된 대부분의 아티스트들을 쓸모없는 것처럼 보이게 만들었다. 이 그룹은 또한 1972년 《Exile on Main St.》 이후 비평가들로부터 호평을 받은 음반을 제작하는 데 실패했다.
1977년 2월 7일, 롤링 스톤스는 캐나다 온타리오주 토론토의 엘모캄보에서 공연할 예정이었으나, 키스 리처즈와 그의 파트너 아니타 팔렌버그가 헤로인 소지 및 마약 밀매 혐의로 체포되었다. 지미 카터의 도움으로 두 사람은 미국 입국 비자를 발급받아 캐나다를 떠날 수 있었고, 리처즈는 미국에서 해독 치료를 받을 수 있게 되었다. 이 기간 동안 리처즈는 프랑스에 대한 조건부 비자를 발급받아 파리에서 다른 롤링 스톤스 멤버들과 합류했으며, 이후 《Some Girls》로 완성되는 음반 작업을 시작했다. 캐나다에서 리처즈가 최대 7년형을 선고받을 가능성이 제기되자, 재거와 리처즈는 롤링 스톤스가 해체될 수도 있으며 《Some Girls》가 마지막 음반이 될 수 있다고 믿었다. 리처즈의 재판 기간 동안 법정은 롤링 스톤스의 팬들로 가득 찼고, 현장에 있던 기자들에게는 리처즈가 실제로 "투옥되지는 않을 것"이라는 분위기가 분명하게 느껴졌다. 재판을 주재한 로이드 그래번 판사는 "헤로인 중독자가 중독을 유지하기 위해 절도를 저지르거나, 중독을 끊으려는 노력을 전혀 하지 않는다면 감옥에 가야 한다"면서도, "리처즈는 다르다. 그는 록 스타로서 엄청난 돈을 벌기 때문에 훔칠 필요가 없으며, 마약 문화에서 벗어나려는 그의 노력은 타인에게 모범이 된다"고 밝혔다. 그래번 판사는 리처즈에게 1년간의 보호 관찰 처분을 내리는 한편, 6개월 이내에 캐나다 시각장애인협회를 위한 자선 공연을 열 것을 명령하였다. 이러한 판결은 리처즈가 수년 전부터 친분을 쌓아온 시각장애인 팬과의 대화를 바탕으로 결정된 것으로, 그는 해당 팬이 공연장에 안전하게 오갈 수 있도록 도왔던 사실이 고려되었다. 자선 공연의 티켓은 시각장애인에게 무료로 제공되었으며, 비장애인 관객에게는 일반 가격으로 판매되었다.
1977년 2월 말, 롤링 스톤스는 미국 내 유통을 위해 애틀랜틱 레코드와의 계약을 갱신하였으며, 엘리자베스 2세 여왕의 즉위 25주년 (실버 주빌리)을 맞이한 해라는 애국심에서 비롯된 감정을 바탕으로 세계 다른 지역의 유통 계약은 EMI와 체결하였다.

## 곡 목록
모든 곡들은 특별한 언급이 없는 한 믹 재거와 키스 리처즈에 의해 작사/작곡하였다.
| #  | 제목                                           | 작사·작곡                  | 재생 시간 |
| -- | ---------------------------------------------- | -------------------------- | --------- |
| 1. | 〈Miss You〉                                   |                            | 4:48      |
| 2. | 〈When the Whip Comes Down〉                   |                            | 4:20      |
| 3. | 〈Just My Imagination (Running Away with Me)〉 | 노만 위트필드, 바렛 스트롱 | 4:38      |
| 4. | 〈Some Girls〉                                 |                            | 4:36      |
| 5. | 〈Lies〉                                       |                            | 3:11      |

| #  | 제목                        | 재생 시간 |
| -- | --------------------------- | --------- |
| 1. | 〈Far Away Eyes〉           | 4:24      |
| 2. | 〈Respectable〉             | 3:06      |
| 3. | 〈Before They Make Me Run〉 | 3:25      |
| 4. | 〈Beast of Burden〉         | 4:25      |
| 5. | 〈Shattered〉               | 3:48      |

## 인증
| 국가                                                  | 인증        | 판매량/출하량 |
| ----------------------------------------------------- | ----------- | ------------- |
| 프랑스 (SNEP)                                         | 골드        | 100,000*      |
| 그리스                                                | —           | 15,000        |
| 일본 (RIAJ)                                           | 골드        | 100,000^      |
| 네덜란드 (NVPI)                                       | 플래티넘    | 100,000^      |
| 뉴질랜드 (RMNZ)                                       | 플래티넘    | 15,000^       |
| 영국 (BPI)                                            | 골드        | 100,000^      |
| 미국 (RIAA)                                           | 6× 플래티넘 | 6,000,000^    |
| *판매량을 기반으로 한 인증 ^출하량을 기반으로 한 인증 |             |               |